# Ferdinand Möhring

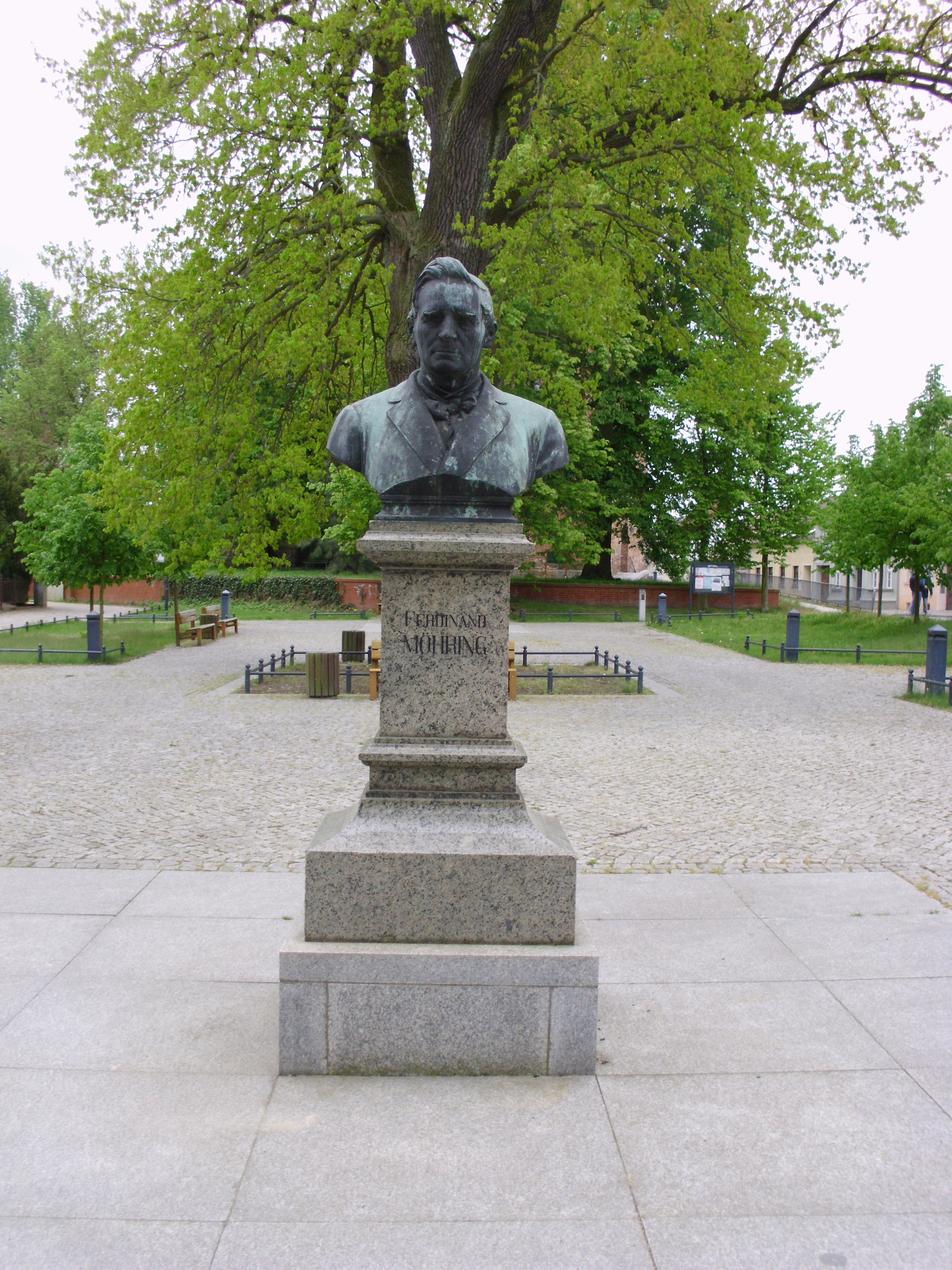
Ferdinand-Möhring-Denkmal in Alt Ruppin

Ferdinand Möhring (* 19. Januar 1815 in Alt Ruppin; † 1. Mai 1887 in Wiesbaden) war ein deutscher Komponist, Lieddichter, Dirigent und Organist.

## Leben
Ferdinand Möhring wurde in Alt Ruppin als Sohn des Tischlermeisters Johann Friedrich Möhring geboren und verbrachte seine Kinder- und Jugendjahre in Neuruppin, wo er das Gymnasium besuchte. 1830 trat er in die Gewerbeschule in Berlin ein, wo er auf den ausdrücklichen Wunsch seines Vaters eine Baumeisterlehre absolvierte. Diese brach er ab und trat ins Institut für Kirchenmusik ein. Im Jahre 1835 wurde seine erste Motette aufgeführt.
Sein Streben nach allseitiger musikalischer Bildung veranlasste ihn, in die musikalische Abteilung der Akademie der Künste einzutreten, wo er 1837 bis 1840 studierte. Hier komponierte er hauptsächlich Instrumentalmusik, darunter 1838 seine Sinfonie in B-Dur, die von Felix Mendelssohn Bartholdy im Leipziger Gewandhaus uraufgeführt wurde. Am 26. Januar 1840 gab er zusammen mit einem Kommilitonen sein Abschlusskonzert im Saal der Berliner Singakademie. Anschließend zog er nach Saarbrücken, wo er zum Leiter des Männergesangsvereins und zum Organisten an der Ludwigskirche berufen wurde.
Es folgten ab 1842 Reisen nach Paris, wo er die Bekanntschaft mit Frédéric Chopin machte. 1844 wurde er zum königlichen Musikdirektor ernannt und 1845 folgte die Berufung zum Organisten an der Pfarrkirche St. Marien und zum Musiklehrer am Neuruppiner Gymnasium.
Von 1845 bis 1874 leitete er als Musikdirektor den Männergesangverein Altruppin, der seit 1904 den Namen seines langjährigen Leiters trägt.
1857 heiratete er Hedwig Schulz, der Tochter eines Malers und lebte ab 1873 als freischaffender Künstler.
1876 zog er nach Wiesbaden um, wo er Freundschaft mit den Künstlern Gustav Freytag, Franz Abt und Friedrich von Bodenstedt schloss.
1887 verstarb Ferdinand Möhring in Wiesbaden, wo er auf dem Nordfriedhof seine letzte Ruhestätte fand.

## Werke
- Motetten
- Sinfonie B-Dur
- Lieder wie Elslein von Kaub

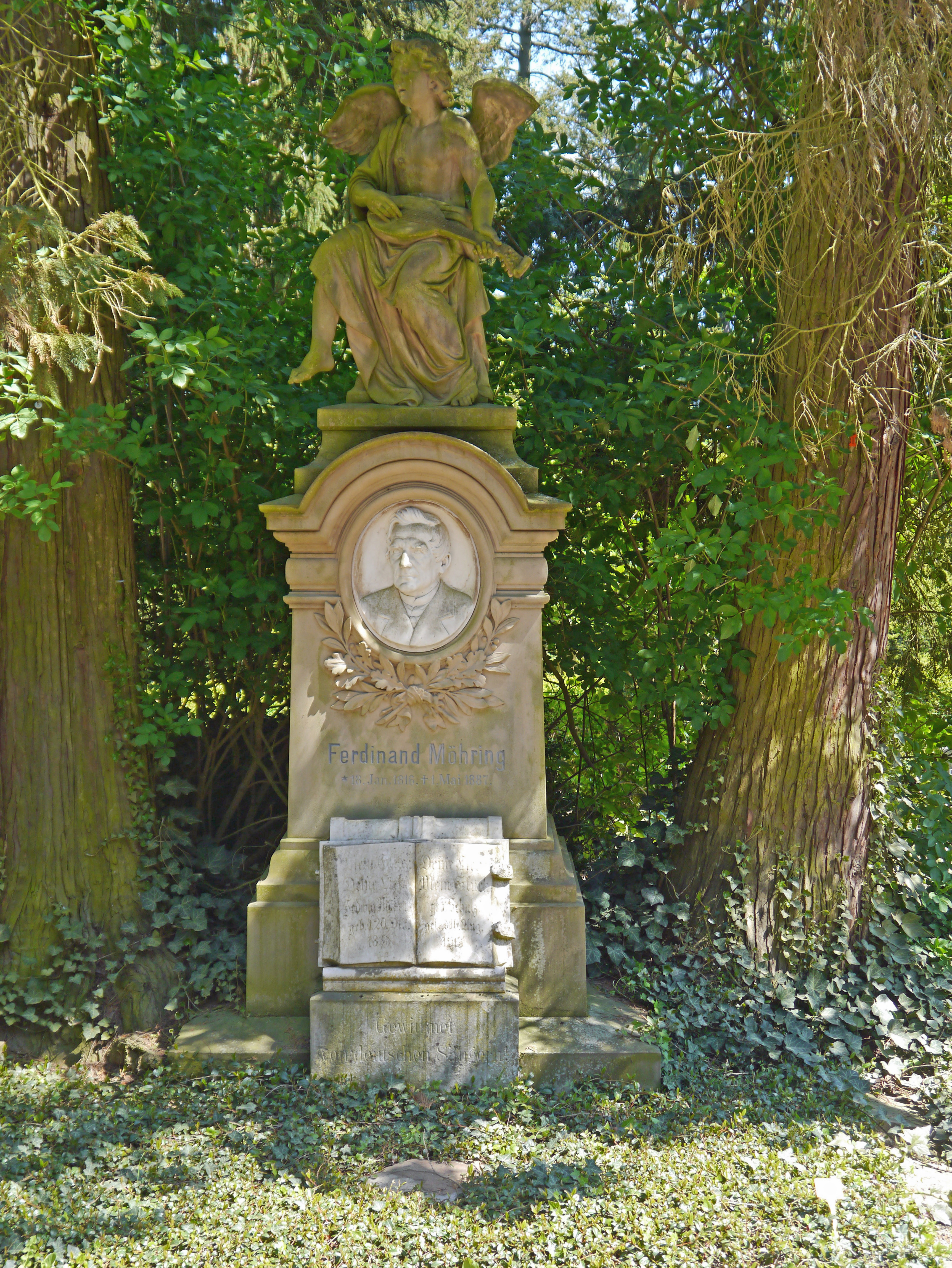
Grabmal auf dem Nordfriedhof in Wiesbaden

- Drei Psalmen für Soli und Chor: op. 32. No. 2: Psalm 137 „An den Wassern zu Babel“

## Ehrungen
An den Musiklehrer und Komponisten Ferdinand Möhring erinnert in seinem Geburtsort Alt Ruppin ein Denkmal vom Neuruppiner Bildhauer Ferdinand Ackermann. Es wurde 1897 enthüllt. Daneben wurde im Auftrag der Stadt an seinem Geburtshaus (Breite Straße 13) eine Gedenktafel angebracht.
Der Bildhauer Hermann Schies schuf für Wiesbaden ein Denkmal des Komponisten.
In Wiesbaden und Neuruppin ist eine Straße nach ihm benannt.

## Schüler (Auswahl)
- Paul Bulß